# Maria la Copte
Maria la Copte (arabe : مَارِيَّة ٱلْقِبْطِيَّة, Māriyyah al-Qībtīyyāh) (morte en 637) est une esclave égyptienne d’ethnie copte envoyée par Al-Muqawqis, aussi nommé Mouquauquès au prophète Mahomet pour devenir sa concubine et de leur relation naît Ibrahim. 
Maria la Copte a marqué la mémoire musulmane et est citée tant sur les questions de genre que sur celle des relations avec les chrétiens. Présente dans les sources écrites à partir du IXe siècle, elle est considérée, par la recherche islamologique, comme une figure littéraire, probablement fictionnelle.[réf. souhaitée]

## Biographie traditionnelle

### Résumé
La variété des sources traditionnelles ne permet pas un récit unifié et résumé de sa vie. Ainsi, selon les sources, elle est soit une femme de Mahomet, soit une simple esclave.
Pour résumer : Maria la Copte, fille de Sham'un, née en Haute Égypte, serait une jeune femme copte, envoyé avec sa sœur Sirin comme cadeau à Mahomet qui en fit sa concubine. Mahomet l'aurait beaucoup aimée . Restant esclave, elle devient concubine du prophète Mahomet en 628. De leur union naît un fils, Ibrahim, décédé très jeune. Maria suscitant la jalousie des autres femmes, Mahomet aurait promis de s'en éloigner, promesse qu'il retira peu après. Après la mort de Mahomet, elle reçut une pension d'Abou Bakr et d'Umar jusqu'à sa mort en 637.

### Sources
Maria la Copte est citée par des sources écrites à partir du IXe siècle. Al Tabaqat al-Kubra d'Ibn Sa‘d (d. 230/845) est un des plus anciens textes évoquant sa vie. Les sources suivantes pourront généralement être reliées à celle-ci. Elle est aussi citée par Ibn Kathir, al-Tabari...
L’exégèse musulmane a reconnu, a posteriori,  dans certains passages allusifs du Coran une évocation de Maria la Copte. C'est ainsi pour les premiers versets de la sourate 66. Ce passage évoquerait un épisode selon lequel Hafsa, une épouse de Mahomet, aurait découvert celui-ci seul avec Maria. Il lui aurait alors demandé le secret. Les versets 3 et 4 a été rapproché de cet épisode bien qu'ils soient très allusifs.

## Importance pour les musulmans
Maria la Copte a eu une grande importance pour la mémoire musulmane. Pour Aysha Hidayatullah (en), le récit de Maria la Copte a trois fonctions dans la mémoire musulmane : « 1) pour maintenir la pureté morale du Prophète et les membres de sa maison ; 2) instruire les lecteurs sur les caractéristiques de genre des hommes et des femmes ; et 3) de promouvoir l'harmonie interconfessionnelle entre musulmans et chrétiens ».
La biographie traditionnelle interroge sur le statut de l'esclavage qui affecte « les conceptions normatives du genre et du sexe parmi les musulmans ».
Öhrnberg considérait ce récit comme une transposition de l'histoire d'Hagar et d'Ismaël. Néanmoins, c'est seulement au XXe siècle que de nombreuses sources font des comparaisons entre Maria et Hagar, et donc entre Mahomet et Abraham. Cela permet aussi d’accroître le lien entre l'Égypte et la péninsule arabique. Selon les récits, trois prophètes ont eu des femmes égyptiennes, Abraham, Joseph et Mahomet.

## L'approche de la critique historique
Dès 1912, Lammens remettait en cause le récit traditionnel, celui-ci défendant que la mère d'Ibrahim était juive. Le théologien danois Frants Buhl (1850-1932) considérait que l'histoire pouvait être, dans son essence, correcte, le point de vue de Lammens lui paraissant un scepticisme exagéré. En 2010, Hidayatullah, considérait que Maria la Copte est peu étudiée par la recherche.
En 2016, pour l'islamologue français Guillaume Dye, « Il me semble à peu près impossible de retrouver la réalité historique derrière tous ces récits [sur la famille de Mahomet], mais l’idée traditionnelle selon laquelle le Prophète aurait eu sept enfants (un chiffre qui n’est pas anodin dans la culture biblique) ne paraît pas être une information historique. » Pour l'auteur, Maria la Copte est une fiction littéraire. Pour Claude Gilliot, « La figure et "l’histoire" de Māriya al-Qibṭiyya sont truffées de traits légendaires et mythiques ».
Dans les versets 28-59 de la sourate 33, section probablement fortement remaniée après sa rédaction première, l'évocation de Zayd ibn Harithah est construite de manière à prouver que Mahomet n'est le père d'aucun homme. Le récit de Maria la Copte et de son fils Ibrahim a été construit dans un but similaire. Pour le coptologue Christian Cannuyer, Maria, sa sœur Sirine (en) et (peut-être également) Ibrahim n'ont jamais existé. Cette démonstration s'appuie sur les anachronismes, les invraisemblances du récit ainsi que sur son apparition tardive dans la tradition. Ce récit a pour source l'histoire de Marie la romaine et de S(h)irine l'araméenne, épouses du roi persan Chosroès.
Pour David S. Powers, le récit de la mort du fils de Maria la Copte permet à Mahomet d’être considéré comme le « sceau des prophètes ». Selon cet auteur, à la fin du Ier siècle de l'Hégire, se met en place un dogme selon lequel Mahomet devait mourir sans descendance masculine.